# جيمي ماكدونالد (فنان المؤثرات الصوتية)
جون جيمس ماكدونالد (19 مايو 1906 - 1 فبراير 1991)، هو فنان فولي اسكتلندي-أمريكي، وممثل صوتي وموسيقي وقائد فرقة موسيقية. كان رئيس قسم المؤثرات الصوتية الأصلي في شركة ديزني، وكان أيضًا الصوت الرسمي الثاني لميكي ماوس من عام 1947 إلى عام 1976 ومرة أخرى في عامي 1978 و1987. 

## وفاته
توفي ماكدونالد بسبب قصور في القلب في منزله في جلينديل، كاليفورنيا في الأول من فبراير عام 1991، عن عمر يناهز 84 عامًا. تم دفنه في مقبرة حديقة فورست لاون التذكارية في جلينديل.

## روابط خارجية
- James MacDonald في قاعدة بيانات الأفلام على الإنترنت
- Biography at Disney Legends website
- جيمي ماكدونالد (فنان المؤثرات الصوتية) على موقع فايند أغريف
- The Voice of Mickey Mouse at The Scotsman website
- The Voice of Mickey Mouse at BBC Radio Scotland